# پل ارچیچ
پل ارچیچ (انگلیسی: Pāvels Seničevs; ۱۰ ژوئن ۱۹۲۴ – ۱۹ مهٔ ۱۹۹۷) ورزشکار ورزش تیراندازی اهل لتونی بود.
وی در مسابقات کشوری و بین‌المللی در مجموع برندهٔ ۱ مدال نقره شده‌است.